# Мяннил, Харри
Ха́рри Мя́ннил (эст. Harry Männil, 17 мая 1920, Таллин, Эстония — 11 января 2010, Сан-Хосе, Коста-Рика) — крупный венесуэльский предприниматель эстонского происхождения, меценат и собиратель произведений искусства доколумбовой Америки; тщетно обвинялся Центром Симона Визенталя в причастности к убийству около ста евреев в период немецкой оккупации Эстонии.

## Биография
В 1938 году окончил Гимназию Густава Адольфа в Таллине, в 1939 году начал учёбу на экономическом факультете Тартуского университета.

### Деятельность во времяВторой мировой войны
После нападения Германии на СССР летом 1941 года был спрятан еврейской женщиной Мириам Лепп от мобилизации в Красную Армию (Лепп была расстреляна нацистами 13 июля 1942 года).
В сентябре 1941 года поступил на работу в исполнявшую, в основном, бюрократические функции Инспектуру политической полиции при Управлении полиции и «Самообороны», являвшемся структурным подразделением созданного германскими оккупационными властями т. н. Эстонского самоуправления. Участвовал в допросах арестованных, в том числе евреев. В июне 1942 года был уволен по невыясненным причинам, после чего продолжил обучение в Тартуском университете.
Осенью 1943 года бежал в Финляндию, откуда в 1944 году выехал в Швецию. В интервью газете «Комсомольская правда» в 1999 году Харри Мяннил говорил, что работал в эстонской политической полиции конторским служащим и убежал из Эстонии от Гестапо, которое хотело его арестовать.

### Деятельность послеВторой мировой войны
В феврале 1946 года приехал в Венесуэлу, где сделал успешную карьеру бизнесмена. В 1952 году получил венесуэльское гражданство.
Был соучредителем и руководителем одной из крупнейших в Венесуэле бизнес-империй — холдинга Grupo ACO (ACO-Group), после выхода из которого в 1994 году создал новую бизнес-империю Grupo Oriand.
Был знаком с бывшим президентом США Джеральдом Фордом и с миллиардером Дэвидом Рокфеллером. В 1979 году посетил Израиль, где встречался с Ариэлем Шароном.
В 1980-е годы состоял в дружеских отношениях с послом СССР в Венесуэле Вайно Вяльясом. В 1990 году впервые за послевоенное время посетил Эстонию, получив въездную визу в СССР на основании приглашения Вайно Вяльяса, занимавшего тогда пост первого секретаря Компартии Эстонии.
В 2003 году, после того, как в Венесуэле разразился политический кризис, предпринял неудачную попытку переехать в Коста-Рику, но власти центрально-американского государства не позволили ему въехать в страну, так как получили информацию из США о том, что в годы Второй мировой войны Мяннил служил в нацистской полиции.

### Связи с Эстонией после распада СССР
Мяннил сыграл и для Эстонии особую роль, будучи в 1991—1992 годы экспертом по экономическим вопросам при правительстве Эдгара Сависаара, о чём бывший глава эстонского кабинета министров подробно написал в своей книге «Премьер-министр». Мяннил являлся крестным отцом младшей дочери Эдгара Сависаара Росины.
В 1996 году Мяннил вместе с живущим в Швеции эстонским меценатом Хенри Радеваллом подарил городу Таллину 62 графических произведения эстонского художника Эдуарда Вийральта. 29 ноября 1996 года в здании Эстонской национальной библиотеки была открыта Галерея Эдуарда Вийральта, где экспонируются работы художника, принесённые в дар эстонской столице Мяннилом и Радеваллом.
В 1998 году Харри Мяннил совместно с Хенри Радеваллом, Таллинской мэрией и Эстонской национальной библиотекой учредил премию имени художника Эдуарда Вийральта (по случаю 100-летия последнего). Премия Эдуарда Вийральта присуждается один раз в четыре года как именитым, так и молодым художникам-графикам.
В 1997 году эстонский кинорежиссер Пеэп Пукс снял документальный фильм о Мянниле «Моя жизнь — открытая книга».
В последний раз Харри Мяннил посещал Эстонию в 2008 году, тогда он провел праздник Иванов день на хуторе председателя Центристской партии Эстонии Эдгара Сависаара, избранного в 2007 году во второй раз мэром Таллина.
В связи с кончиной Мяннила мэр Таллина и председатель Центристской партии Эдгар Сависаар выразил соболезнования его семье и близким.

## Обвинения в причастности к убийствам евреев
По утверждению директора иерусалимского отделения неправительственной организации Центр Симона Визенталя Эфраима Зуроффа, Мяннил имеет отношение к смерти, по меньшей мере, сотни евреев и присвоению их имущества.
Расследованием деятельности Мяннила во время Второй мировой войны занимались в разное время КГБ СССР, Полиция безопасности и Госпрокуратура Эстонии. В ходе всех трёх расследований не было обнаружено документальных доказательств участия Мяннила в убийствах евреев. Все обвинения против него базируются на показаниях беженцев в Швеции, которые сами ничего не видели, а ссылаются на разговоры и слухи.

### Расследование деятельности Мяннила Полицией безопасности Эстонии
Занимавший в тот период пост генерального директора Полиции безопасности Эстонии Юри Пихл в 1995 году послал в МВД письмо, в котором заверил, что все обвинения со стороны Центра Симона Визенталя в адрес Харри Мяннила безосновательны. В 1998 году Пихл сказал в интервью газете «Постимеэс», что никаких доказательств вины Мяннила не имеется.
Полиция безопасности Эстонии неоднократно заверяла, что Мяннил не причастен ни к одному из преступлений времен Второй мировой войны в оккупированной немцами Эстонии, и в его деятельности не было ничего преступного.

## Личное
Харри Мяннил, крещёный в детстве по лютеранскому обряду, после переезда в Венесуэлу перешёл в католичество.
В 1955 году женился на Масуэле де Эмпайре (исп. Mazuela D'Empaire), с которой имел четверых детей.
Брат геолога Ральфа Мяннила.
Являлся рыцарем Мальтийского ордена.
Был владельцем огромной коллекции произведений искусства доколумбовой Америки.
Мяннилу принадлежали фермы и ранчо в Коста-Рике.

## Награды и звания
|  | Орден Франсиско Миранды 1 класса | Рыцарь ордена Полярной звезды |

- Кавалер венесуэльских орденов «Звезды Карабобо» и Франсиско Миранды
- Был награждён королём Швеции Орденом Полярной звезды
- Являлся почётным гражданином города Тибодо (штат Луизиана, США)[5]